# Guggihütte
Die Guggihütte ist eine Schutzhütte der Sektion Interlaken des Schweizer Alpen-Clubs (SAC). Sie befindet sich auf 2791 m ü. M. Höhe unterhalb des Mönchs in den Berner Alpen und wurde am 7. August 1910 eröffnet, liegt auf dem Gebiet von Lauterbrunnen.
Von Anfang/Mitte Juni bis Ende September ist die Hütte an den Wochenenden bewartet, ansonsten ganzjährig geöffnet. Sie verfügt über 24 Schlafplätze. Benannt ist die Hütte nach dem unterhalb des Jungfraujochs liegenden Guggigletscher, an dessen Nordostseite sie steht.

## Zustieg und Touren

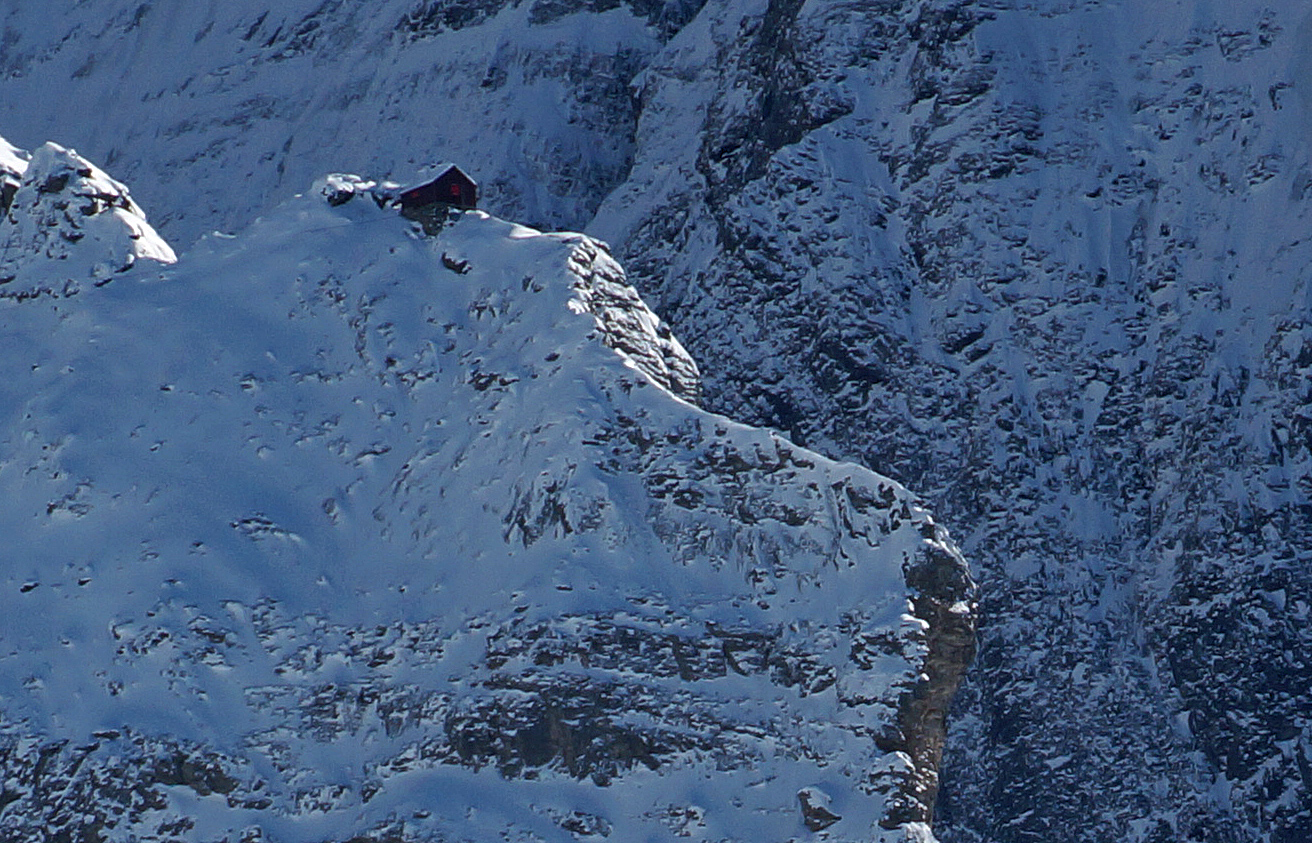
Lage der Hütte auf einem Grat hoch am Berg

Der Zustieg erfolgt über Wanderwege, entweder von der Kleinen Scheidegg aus oder von der Station Eigergletscher der Jungfraubahn. Ab der Moräne des Eigergletschers handelt es sich um einen alpinen Wanderweg, wobei dessen Schwierigkeit auf einschlägigen Webseiten zwischen T4+ und T5 eingeordnet wird. Zunächst ist ein Bach zu überqueren, der je nach Schneeschmelze viel Wasser führen kann. Auf dem weiteren Weg müssen mehrere kurze, jedoch steile Felspartien überwunden werden. Im Winter ist der Zugang den sehr erfahrenen Alpinisten vorbehalten.
Bergsteiger klettern von der Hütte durch steilen Schnee und Eis zum Mönch auf.

## Alte Guggihütte
Auf 2380 Metern Höhe, gleich oberhalb eines Felsbandes, zweigt ein Weg nach Südwesten ab und führt zur alten Guggihütte (Koordinaten: 640604 / 157260). Diese war von 1874 bis 1893 in Betrieb, und bei den Bergsteigern nie beliebt. Die Besucher beklagten sich darüber, dass sie feucht und bis in die Sommermonate hinein vereist gewesen sei. Die Hütte wurde schon 1889 aus den Verzeichnissen entfernt.

Bilder der Hütte vom August 2020
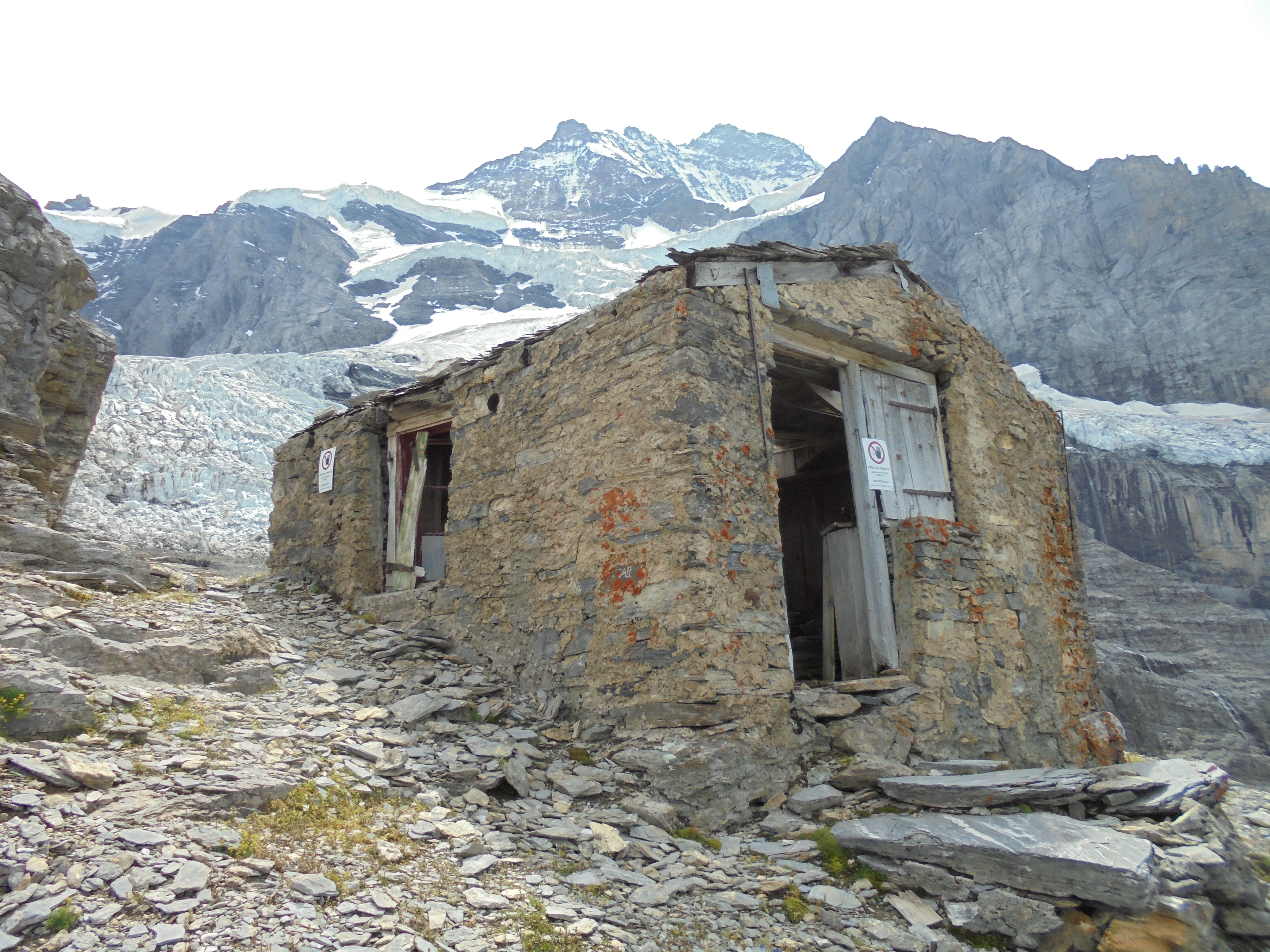
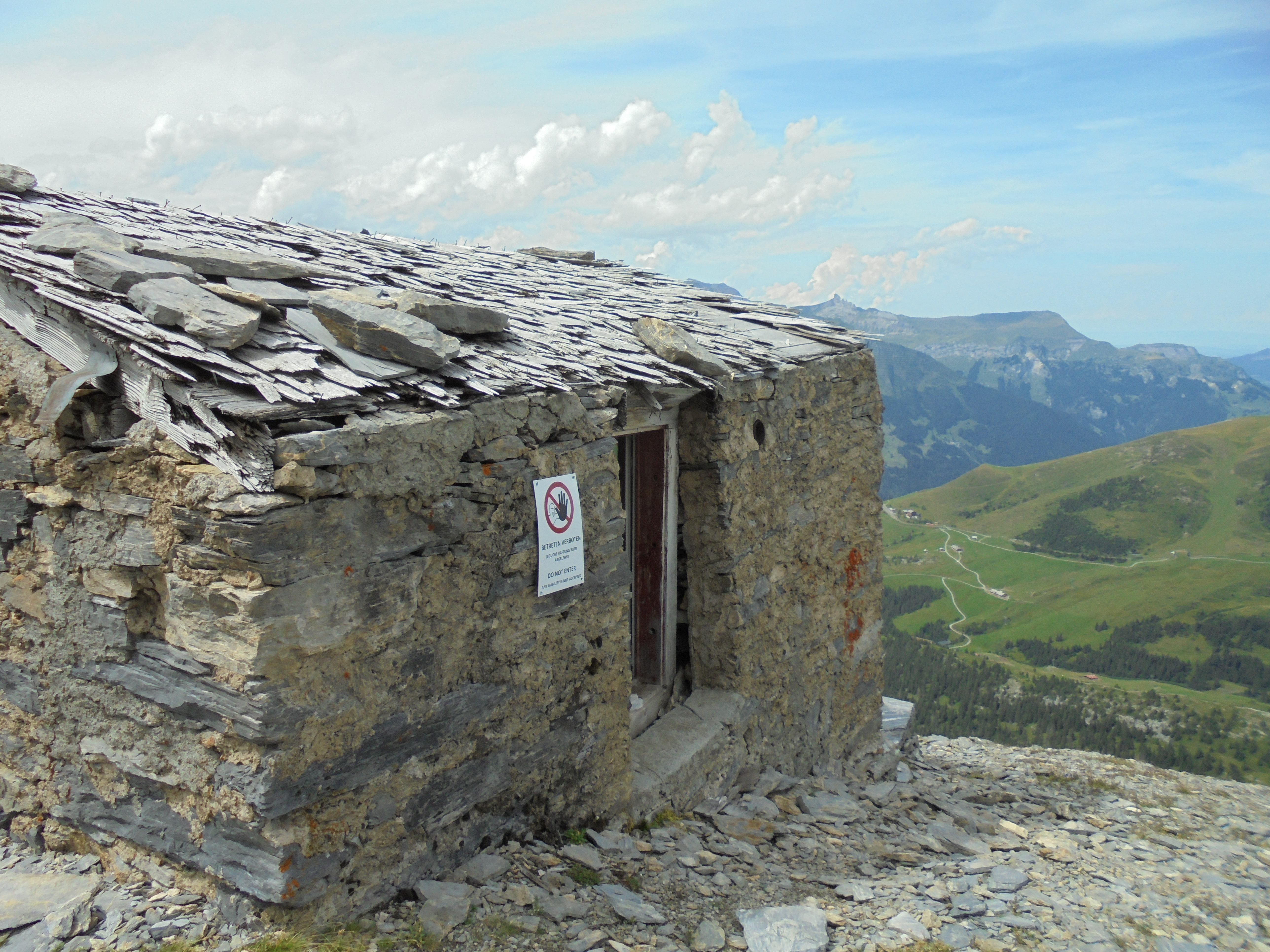
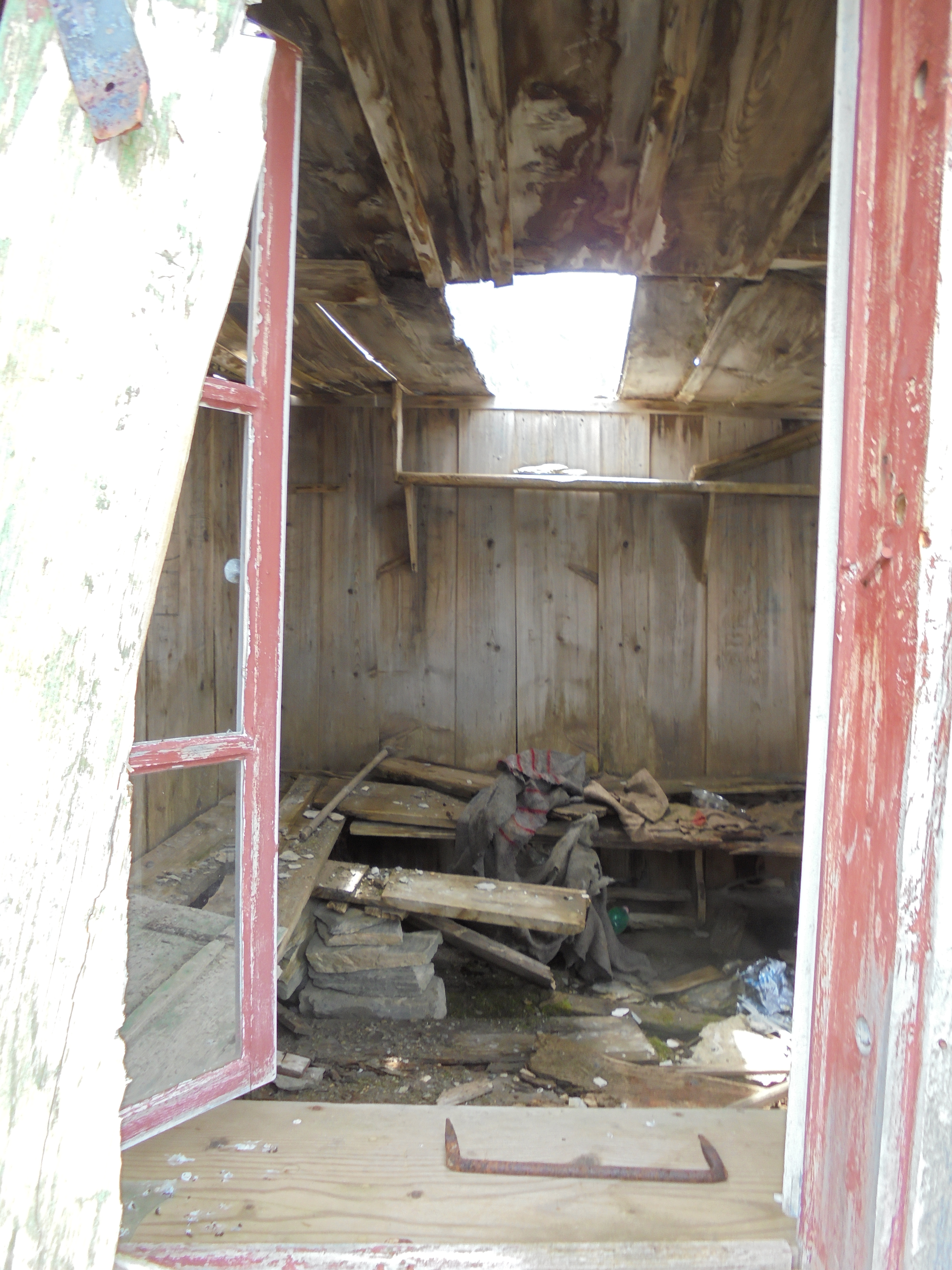